# 120 a. C.
El año 120 a. C. fue un año del calendario romano prejuliano. En el Imperio romano, fue conocido como el año 634 Ab Urbe condita.

## Acontecimientos
- Mitrídates VI, llamado Mitrídates el Grande, sube al trono del Reino del Ponto.
- Hispania Citerior: procónsul Man. Sergio.[1]

## Nacimientos
- Berenice III, reina de Egipto.
- Cayo Verres, político romano.
- Lucio Cornelio Sisenna, militar e historiador romano.

## Fallecimientos
- Hiparco de Nicea, astrónomo, geógrafo y matemático griego.